# Giáo xứ Cù Lao Giêng

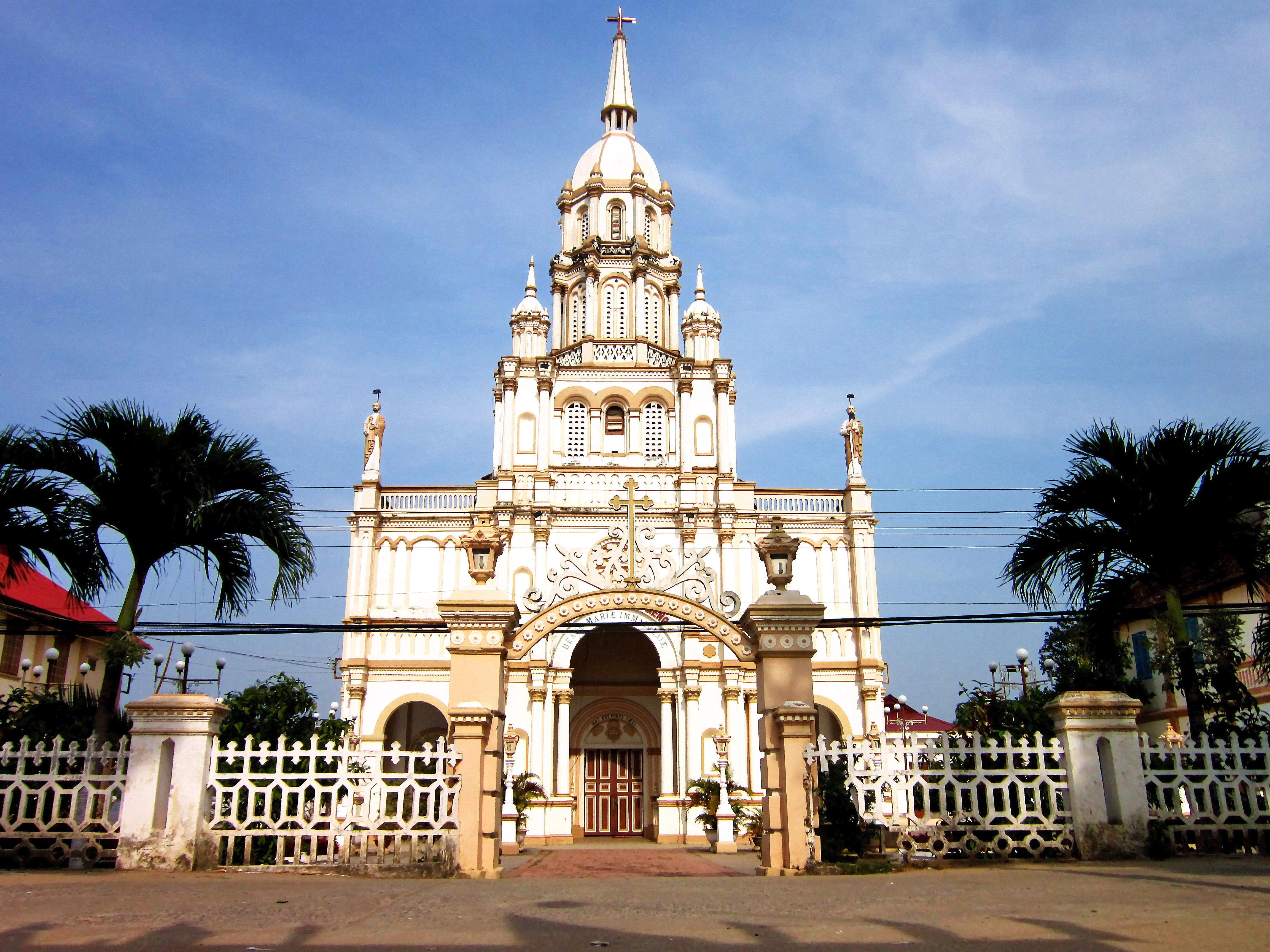
Thánh đường Cù Lao Giêng.

Giáo xứ Cù Lao Giêng còn có tên gọi là họ Đầu Nước hay họ đạo Cù Lao Giêng, được thành lập năm 1778, là một trong những giáo xứ lớn và lâu đời nhất ở miền Tây Nam Bộ, nay thuộc Giáo phận Long Xuyên, tỉnh An Giang, Việt Nam.

## Lịch sử

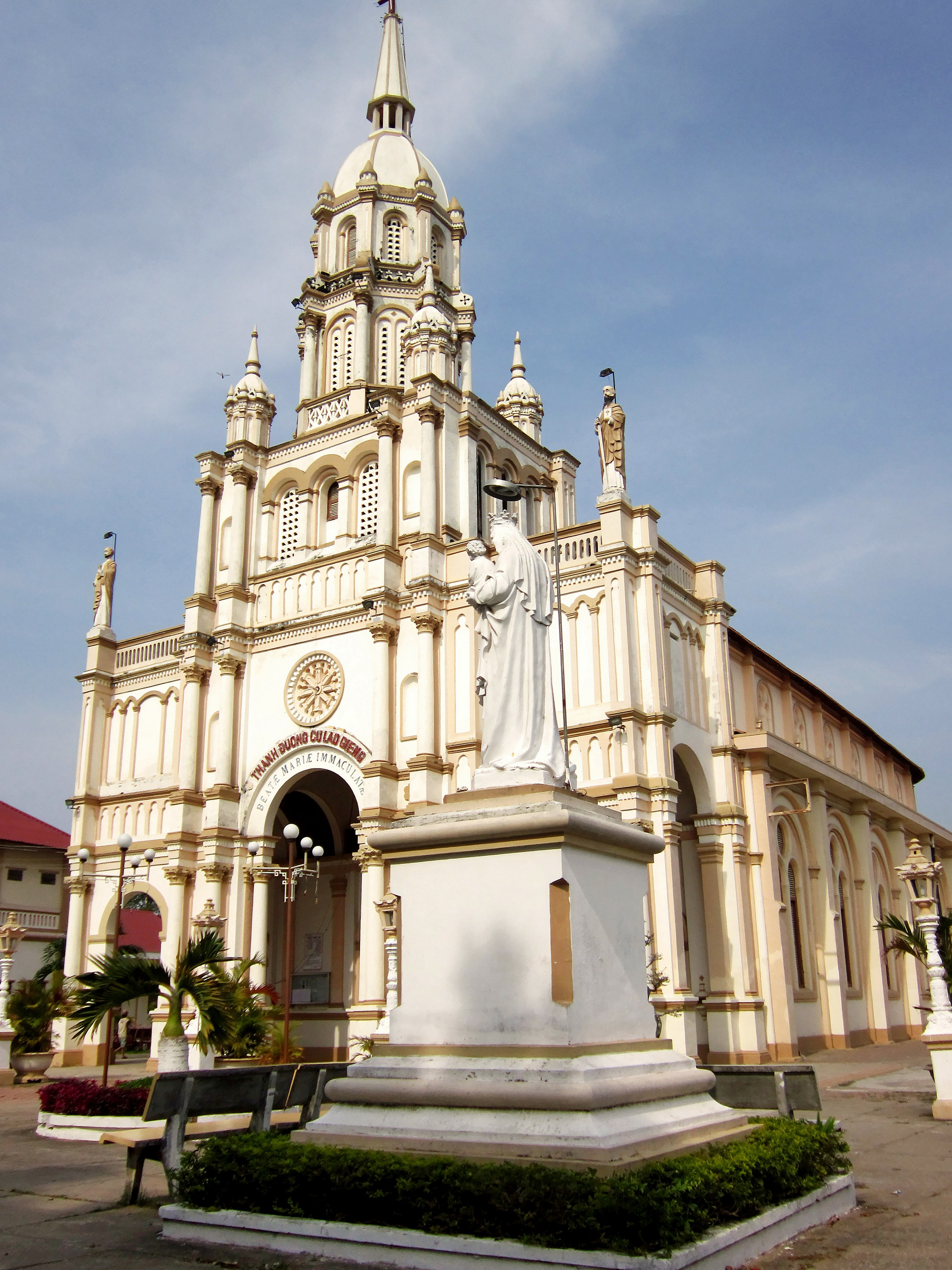
Thánh đường Cù Lao Giêng (ảnh 2)

Tương truyền vào đầu thế kỷ 18, có một số người theo Thiên Chúa giáo, trong đó có các Cha cố người Pháp, đến Cù lao Giêng (nay thuộc xã Tấn Mỹ, huyện Chợ Mới, An Giang) để trốn tránh các cuộc ruồng bố đạo Thiên Chúa của triều đình nhà Nguyễn.
Đến khi bình yên, họ Đầu Nước do những người trốn chạy trên thành lập ngày càng phát triển. Sau khi Cha Sở Maille chết, Cha Augustinus - Baptista Gazignol (thường gọi là Cha Nho; sinh năm 1843, mất ngày 8 tháng 5 năm 1917), thuộc Hội thừa Sai Paris (M.E.P) về coi sóc họ Đầu Nước; thì các họ xung quanh được thành lập thêm và trở thành họ lẻ của họ đạo này.
Kể từ năm 1927 trở đi, họ Đầu Nước chính thức có Cha Sở là người Việt Nam, mà người đầu tiên đó là Cha Gioan Baotixita Nguyễn Long Vân. 
Hiện nay, họ đạo Cù Lao Giêng với hơn bốn ngàn giáo dân, đa số sống bằng nghề nông, do Cha Sở Phêrô Nguyễn Đức Dũng coi sóc. Phụ tá là Cha Giuse Nguyễn Quang Minh.

## Các công trình phụ thuộc
Nơi địa sở của Họ đạo Cù Lao Giêng cai quản, vẫn tồn tại nhiều công trình kiến trúc tôn giáo đặc trưng của thời kỳ Pháp thuộc, trong số đó nổi bật là:

### Nhà thờ Cù Lao Giêng
Nhà thờ còn được gọi là Thánh đường Cù Lao Giêng hay Nhà Thờ Đầu Nước, là một nhà thờ thuộc Giáo phận Long Xuyên, tọa lạc tại ấp Tấn Bình, xã Tấn Mỹ, huyện Chợ Mới. Theo những cư dân bản địa, thì đây là ngôi thánh đường đầu tiên của xứ Nam Kỳ, là cầu nối giữa các cha truyền đạo Cao Miên-Việt Nam, và cũng là trạm trung chuyển các vật dụng cần thiết cho việc sinh hoạt và truyền đạo bằng ghe đò lên Cao Miên.
Theo tài liệu còn lưu lại, khoảng năm 1879, dưới triều vua Tự Đức, Linh mục Gazignol khởi công xây dựng nhà thờ Cù Lao Giêng, đến 10 năm sau (1889), dưới triều vua Đồng Khánh, công trình được thiết kế theo kiến trúc Roman này mới hoàn thành.
Thời Linh mục Louis Dũng trông nom giáo xứ, nhà thờ Cù Lao Giêng và nhà xứ đã được trùng tu và hoàn thành vào năm 2003. Hiện nay mộ phần Cha Gazignol vẫn ở giữa lối đi bên trong nhà thờ.
Theo sách Kỷ lục An Giang 2009, thì đây là "ngôi nhà thờ xưa nhất của tỉnh" .

### Tiểu chủng viện Cù Lao Giêng
Theo các bậc cao niên, trước năm 1946, tại Cù lao Giêng không chỉ có Tiểu chủng viện mà còn có Đại chủng viện cùng tọa lạc trên một khuôn viên, dưới quyền cai quản của Giáo phận Tây Đàng Trong. Rất tiếc là cơ sở tôn giáo nầy đã bị lửa thiêu rụi gần như hoàn toàn, chỉ còn lại ngôi nhà nguyện và nhà hưu dưỡng của các Linh mục. Biến cố nầy xảy ra vào đầu năm 1946 do chiến sự lan tràn đến đây, nên cũng trong năm đó, Tiểu chủng viện Cù Lao Giêng được chuyển sang Phnom Penh, (Campuchia), còn các Đại chủng sinh thì được gởi lên Đại chủng viện Sài Gòn.

### Tu viện dòng Chúa Quan Phòng

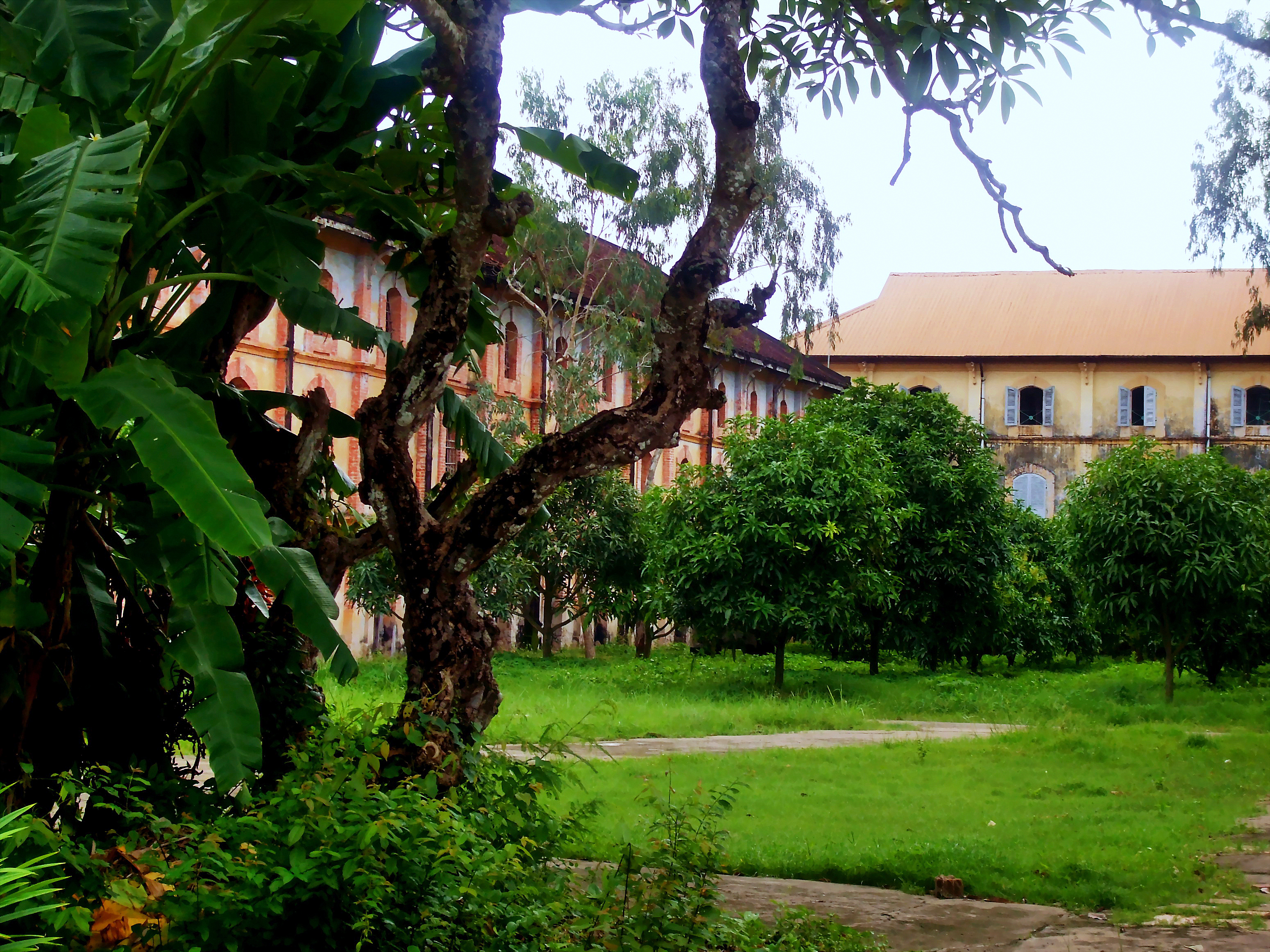
Tu viện dòng Chúa Quan Phòng

Tu viện rộng lớn của dòng nữ tu Providence (dòng Chúa Quan Phòng), do các nữ tu người Pháp lập ra vào năm 1874. Thời Pháp thuộc, tu viện này còn là nơi thu nhận trẻ em mồ côi và những người già bệnh tật. Chính vì vậy, các nữ tu dòng Chúa Quan Phòng đã được nhiều giáo dân ở miền Tây Nam Bộ và kể cả vương quốc Campuchia đều biết đến. Hiện nay cơ sở chính của dòng nữ tu trên được đặt tại Cần Thơ, còn cơ sở ở Cù lao Giêng chỉ còn là nơi an dưỡng của các nữ tu già yếu thuộc dòng tu này.
Ngoài ra, bên cạnh Tu viện là nhà thờ cổ của dòng tu Phan-xi-cô, và gần đó là đền tưởng niệm hai vị Thánh tử đạo là Phêrô Đoàn Công Quí và Emmanuel Lê Văn Phụng.

## Ảnh

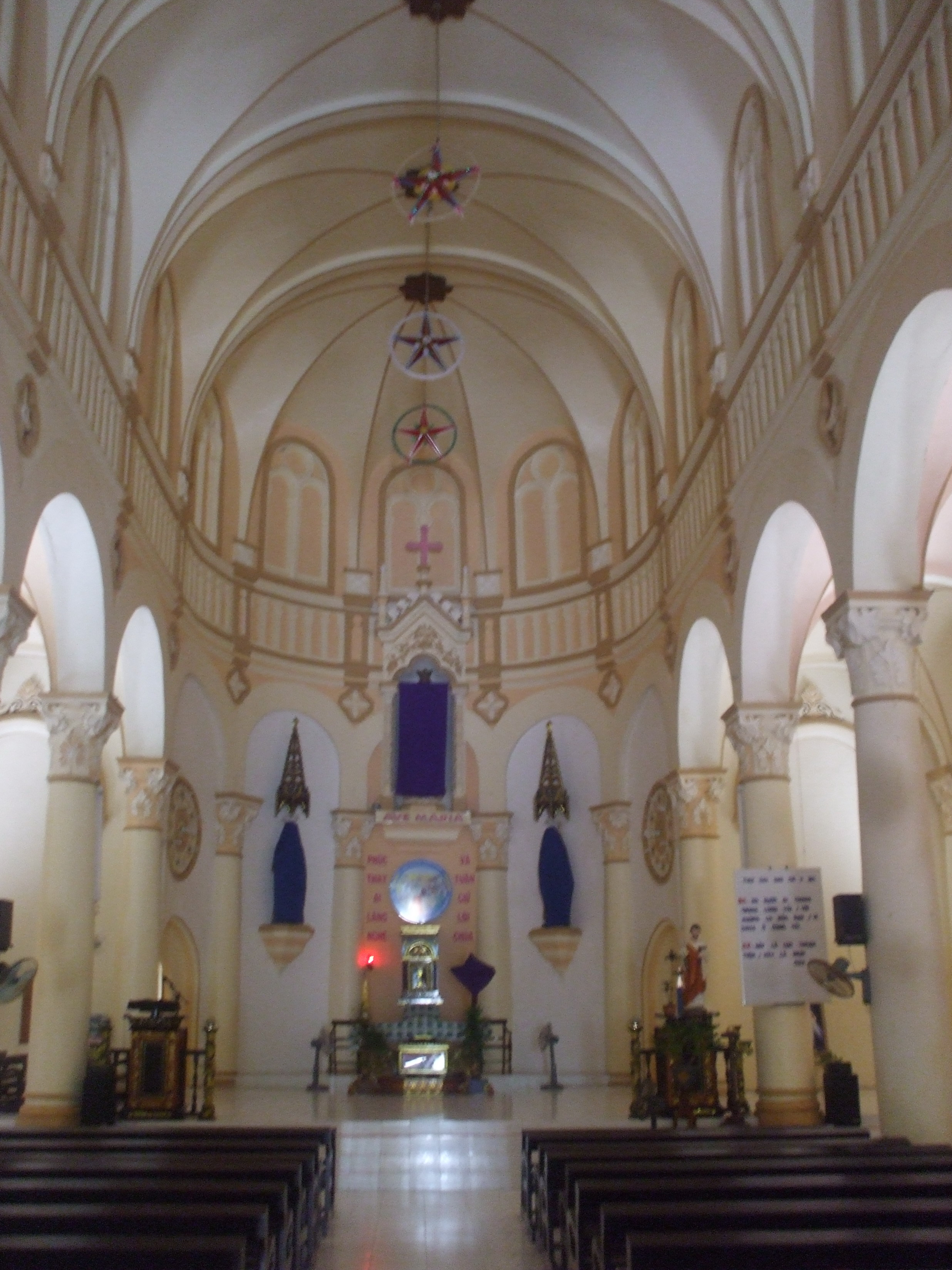
Bên trong Thánh đường Cù Lao Giêng.
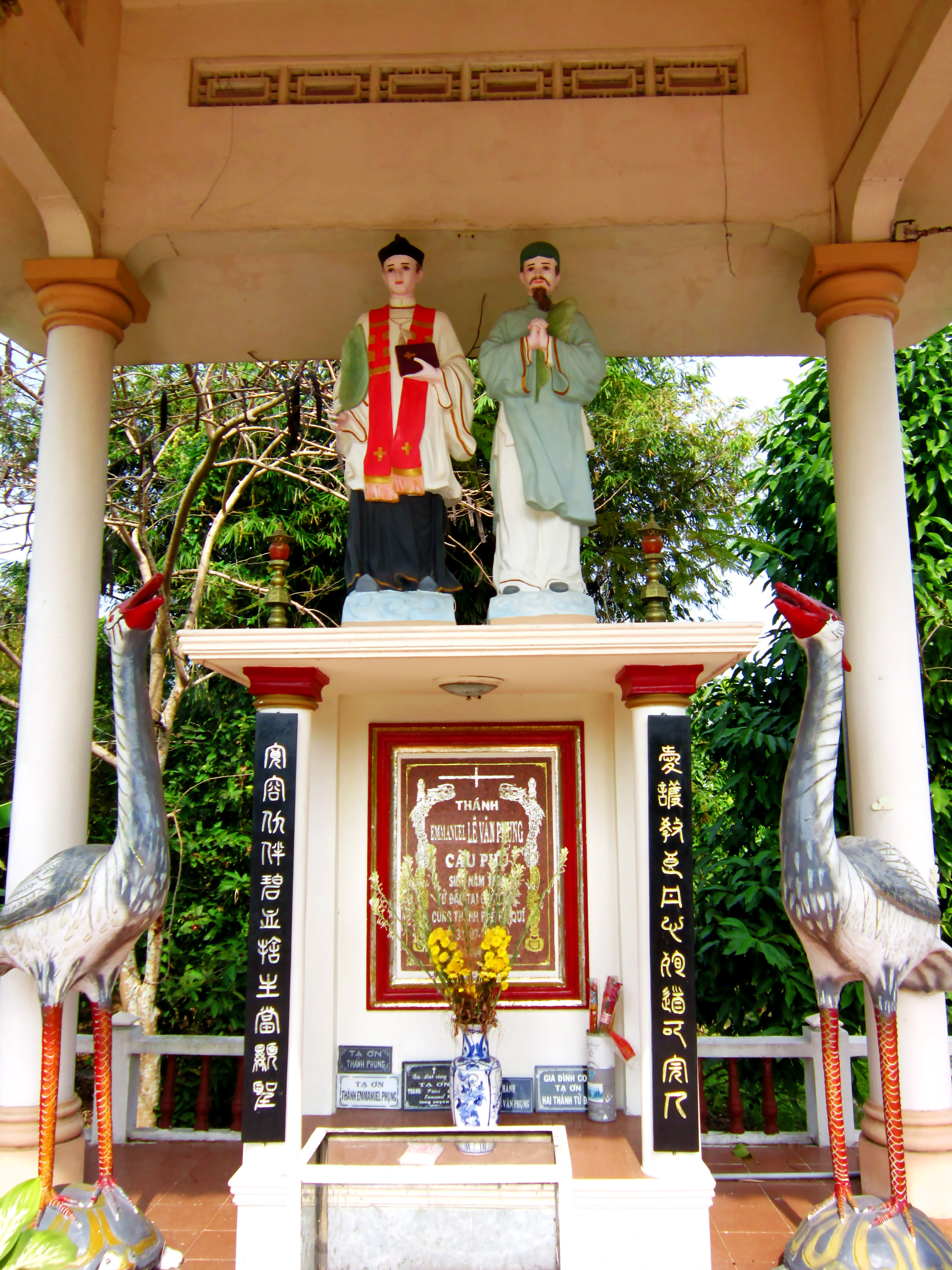
Đền tưởng niệm Thánh Phêrô Đoàn Công Quí (trái) và Thánh Emmanuel Lê Văn Phụng (phải).
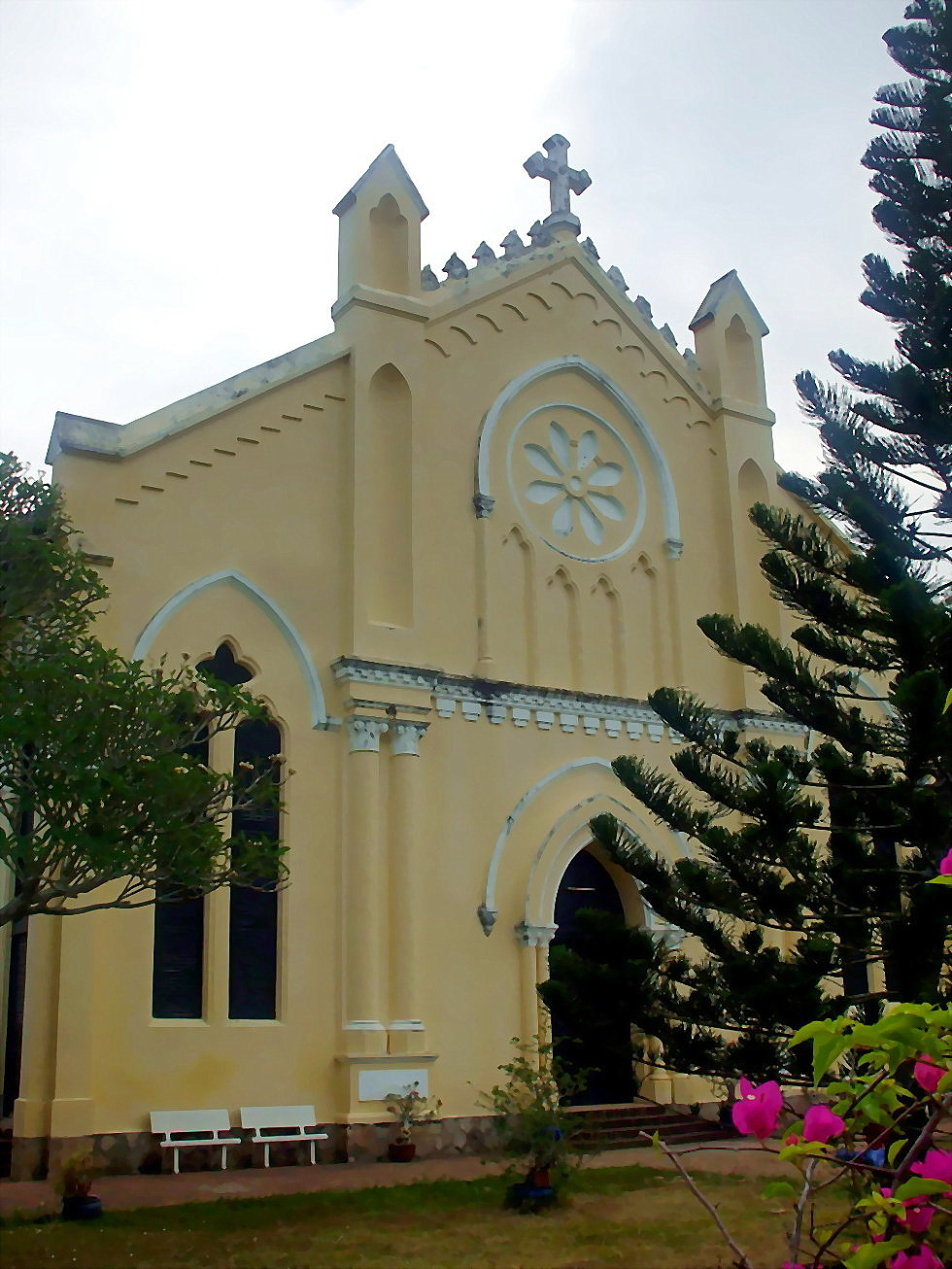
Nhà thờ cổ của dòng tu Phan-xi-cô.
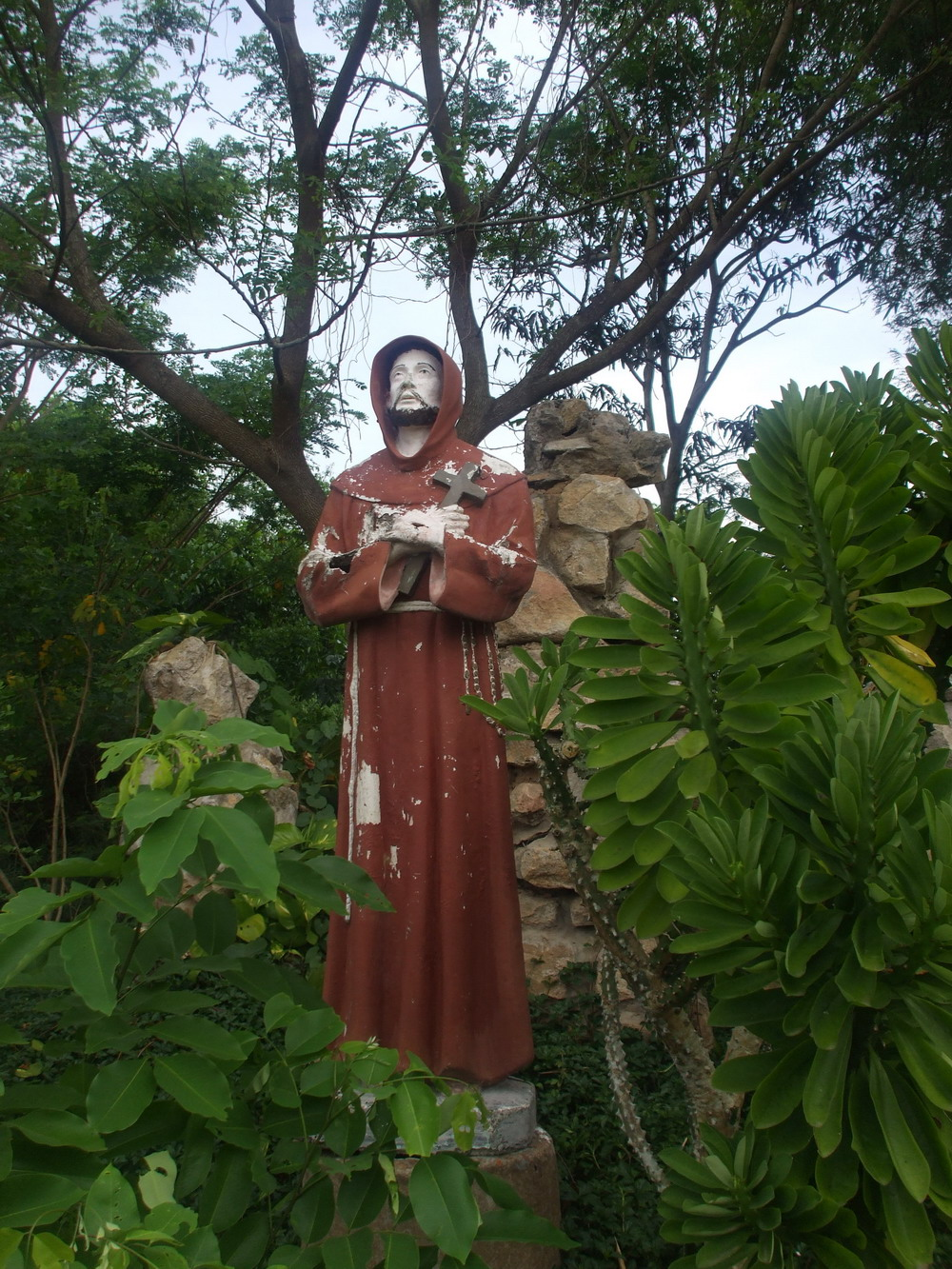
Tượng tu sĩ dòng tu Phan-xi-cô trong khuôn viên nhà thờ.